# Сан Меркурио (Авелино)
Сан Меркурио је насеље у Италији у округу Авелино, региону Кампанија.
Према процени из 2011. у насељу је живело 111 становника. Насеље се налази на надморској висини од 468 м.